# Spathius medon
Spathius medon är en stekelart som beskrevs av Nixon 1943. Spathius medon ingår i släktet Spathius och familjen bracksteklar. Inga underarter finns listade i Catalogue of Life.